# Podział administracyjny Somalilandu

Mapa administracyjna Somalilandu

Somaliland – separatystyczny region Somalii, który od 1991 roku funkcjonuje jako de facto niepodległe państwo. Przed secesją obszar ten dzielił się w ramach Somalii na pięć regionów: Awdal, Woqooyi Galbeed, Togdheer, Sanaag i Sool. Rząd Somalilandu wprowadził podział na 14 regionów, które dzielą się na 86 okręgów.
Wschodnie regiony stanowią terytorium sporne z sąsiednim Puntlandem, stanowiącym autonomiczną część Federalnej Republiki Somalii. Część mieszkańców południowo-wschodnich regionów (Sanaag, Sool i Cayn) wyraziła w 2012 roku chęć przyłączenia do Somalii jako autonomiczny region Khaatumo. W ramach próby stabilizacji w 2014 roku został wydzielony nowy region Haysimo, zarządzany przez lokalną administrację.
Według podziału wprowadzonego przez rząd Somalilandu, terytorium to dzieli się na następujące regiony:
| Lp. | Region       | Stolica      |
| --- | ------------ | ------------ |
| 1.  | Awdal        | Boorama      |
| 2.  | Maroodi Jeex | Hargejsa     |
| 3.  | Saaxil       | Berbera      |
| 4.  | Togdheer     | Burco        |
| 5.  | Sool         | Laas Caanood |
| 6.  | Sanaag       | Ceerigaabo   |